# Станчинский, Алексей Владимирович
Алексей Владимирович Станчинский (9 [21] марта 1888, Оболсуново, Владимирская губерния — 23 сентября [6 октября] 1914, близ Логачёва, Смоленская губерния) — русский композитор и пианист.

## Биография
Алексей Владимирович Станчинский родился 9 марта (21 марта по новому стилю) 1888 года в селе Оболсуново Владимирской губернии, в семье инженера-химика красильной фабрики. Детство Алексея проходило в старинных городах Владимире, Твери, Пскове, Ревеле, куда получал назначения его отец в качестве фабричного инспектора.
Первой в семье Станчинских начали учить музыке Лидию, сестру Алексея (1879-1959, по мужу - Перлова). В семье был ещё сын - Владимир Станчинский (1882-1942), один из основоположников советской школы экологии. Музыкальная одарённость Алексея проявилась рано – уже в возрасте 5-6 лет он проводит много времени за фортепиано, делает первые шаги в сочинении музыки. С детских лет проявилась и обострённая чувствительность натуры Станчинского.
В 1899 году отец Станчинского покупает имение Логачёво в Смоленской губернии, находившееся в двух верстах от имения Новоспасское (место рождения Михаила Ивановича Глинки) и принадлежавшее раньше сестре Глинки. В Логачёве Станчинский написал большинство своих произведений. 
Станчинский периодически ездил в Москву, где частным образом занимался на фортепиано у Иосифа Левина и Константина Эйгеса. Первым учителем теории музыки и композиции стал Александр Гречанинов, который занимался с Алексеем два года, а в 1905 году отвёл его к  Сергею Ивановичу Танееву. Танеев оценил талант юноши и рекомендовал продолжить занятия гармонией и композицией со своим учеником, Николаем Жиляевым. 
Весной 1907 года Станчинский окончил гимназию в Смоленске и поступил в Московскую консерваторию в класс фортепиано Константина Игумнова. Занятия композицией и инструментовкой продолжились с Жиляевым, контрапункт и формы Станчинский изучает с этого времени под руководством Танеева (он безвозмездно занимался с наиболее талантливыми учениками). 
В январе 1910 года неожиданно умирает отец Станчинского. Через некоторое время Алексей узнаёт, что его возлюбленная Елена Бай (дочь управляющего имением) ждёт от него ребёнка, но мать и сестра против этого неравного брака и Елена Бай вынуждена уехать от Логачёва. Все эти потрясения привели к тому, что Алексей летом 1910 года тяжело заболел и несколько месяцев лечился в клиниках нервных болезней. После болезни он оставил консерваторию, но в конце 1910 года вернулся к творчеству, потом  возобновил занятия с Танеевым и Жиляевым. В марте 1914 года Станчинский выступает в концерте молодых пианистов в Московской консерватории с программой собственных произведений. Критика выделяет Станчинского как «наиболее талантливого и оригинального композитора». Московские музыканты признали его новой восходящей звездой, его работы пользовались большой популярностью. 
Летом 1914 года он впервые смог увидеться со своим сыном Андреем, которому исполнилось четыре года, испытал к нему нежные чувства. Станчинский строил планы семейной жизни с Еленой и сыном, планировал вернуться в консерваторию, продолжить сочинение музыки. Но его жизнь трагически прервалась. По рассказу Елены Бай, Алексей должен был прийти к ней 22 сентября 1914 года. Мать Станчинского была  против этой встречи, не отпускала Алексея. По словам бывшей в гостях Веры Глинки (дочь двоюродного брата Михаила Глинки, с которой Алексея связывали дружеские и творческие интересы), Станчинский не подчинился и ушёл в ночь. Как писала сестра Лидия Станчинская, Алексея нашли на другой день «...мёртвым на берегу реки в 15 верстах от Логачёва, в мокрой одежде. По словам матери, фельдшер, прибывший на место, определил смерть от паралича сердца». Видимо, Станчинскому пришлось переходить вброд реку, сентябрь был холодный, и организм не выдержал (у Станчинского было слабое сердце). Похоронен Станчинский был 29 сентября 1914 года на кладбище Церкви Преображения Господня в Новоспасском (построенном дедом Михаила Глинки). Согласно записи в метрической книге, дата его смерти - 23 сентября (6 октября по новому стилю) 1914 года.

## Творчество
Фортепианное творчество Станчинского представляет собой не имеющее аналогов явление. Дарование Станчинского имело яркую мелодическую природу, связанную с мелодикой барокко и романтизма, со спецификой русского народного материала. Мелодике Станчинского присуща особая певучесть, роднящая её с русской старинной и церковной музыкой.
Смелость фантазии и техническое совершенство в использовании приёмов контрапункта позволяют причислить Станчинского к композиторам, наметившим пути создания полифонического стиля XX века. В своём новаторстве Станчинский предвосхитил такие явления, как ритмоинтонации Стравинского и Прокофьева, ладовую структуру и полифонию Шостаковича и Бартока, гармоническую концепцию Хиндемита, новую диатонику и неофольклорные линии. Станчинский создал новые фортепианные жанры: эскиз и прелюдия-канон.
На ранних этапах сочинения Станчинского испытывают разные влияния. Так, главная партия es-moll’ной сонаты (1906) обнаруживает черты скрябинских интонаций, а побочная — «Лирических пьес» Грига. В других произведениях гармонические последовательности, заимствованные из народной музыки, перекликаются с таковыми у Мусоргского. Прелюдии, написанные в 1907 году, показывают расширяющуюся гармоническую палитру, ритмическую оригинальность и изобретательность полифонического письма. В произведениях, написанных после 1908, композитор экспериментирует со сложными несимметричными размерами, использует более лаконичную фразировку, отчасти предвещая неоклассицизм. Станчинский отказывается от гармонии, основанной на хроматическом ведении голосов, сопоставляя построения без определённой тональности, которые образуют единое, пандиатоническое пространство. Подобно Игорю Стравинскому в конце 1910-х, Станчинский использовал в тесной связи друг с другом диатонический, восьмитоновый, целотоновый и другие виды звукорядов, а в качестве исходного мелодического материала — русские народные мотивы. Несколько последних его сочинений обнаруживают мастерское владение полифонией.

## Обнародование сочинений
При жизни Станчинского было опубликовано лишь четыре «Эскиза», ещё восемь - до 1917 года. Многие произведения Станчинского начали издаваться небольшими тиражами в 1920-е годы. Тогда подготовкой к изданию, как редактор, занимался Николай Жиляев (при участии Анатолия Александрова). Но в конце 1937 года он был арестован по делу маршала Тухачевского (обвинение в заговоре против Сталина) и вскоре расстрелян. Изданные сочинения Станчинского, где на титульных листах было указано имя "врага народа"  Жиляева, отныне стало невозможно распространять. Таким образом, музыка Станчинского оставалась скрытой еще почти четверть века (до 1960-х годов), когда снова начали публиковаться его сочинения. А полное собрание фортепианных сочинений Станчинского, подготовленное к печати Ириной Лопатиной, увидело свет лишь в 1990 году. 
Первая полная аудиозапись всех фортепианных сочинений А.В. Станчинского осуществлена русской пианисткой Ольгой Соловьёвой, записавшей два диска (более двух с половиной часов звучания), изданных под лейблом "Grand Piano" .

## Сочинения
Фортепиано
- Мазурка Des-dur (1905)
- Соната es-moll (только I часть, 1906)
- Этюд g-moll (1907)
- Этюд f-moll (1907)
- Мазурка gis-moll (1907)
- Ноктюрн cis-moll (1907)
- Три прелюдии: cis-moll, D-dur, es-moll (1907)
- Две прелюдии: c-moll, as-moll (1907)
- Этюд H-dur (1908—1910)
- Прелюдия E-dur (1908)
- Прелюдия в лидийском ладу (1908)
- Канон h-moll (1909)
- Две прелюдии: b-moll, h-moll (1909)
- Прелюдия и фуга g-moll (1909)
- Двенадцать эскизов, ор. 1 (1911—1913)
- Три эскиза (1911—1913)
- Вариации a-moll (1911)
- Прелюдия c-moll (1911—1912)
- Соната № 1 F-dur (1911—1912)
- Аллегро F-dur, op. 2 (1912)
- Соната № 2 G-dur (1912)
- Три прелюдии в форме канонов (1913—1914)
- Двухголосный канон в увеличении (1914)

Другие сочинения
- Десять шотландских песен на стихи Р. Бёрнса для голоса и фортепиано (1909)
- Фортепианное трио (опубликовано в 1966)

## Память
- В Смоленской области (в Новоспасском, Логачёве и самом Смоленске) на протяжении многих лет проходят ежегодные памятные мероприятия в честь А.В. Станчинского[6][7][8][9][10][11].
- 8 октября 2019 года в Логачёво, где жил и работал А.В. Станчинский, был установлен памятный камень[12].
- 19 октября 2018 г. в Оболсунове, месте рождения композитора, была открыта памятная доска.

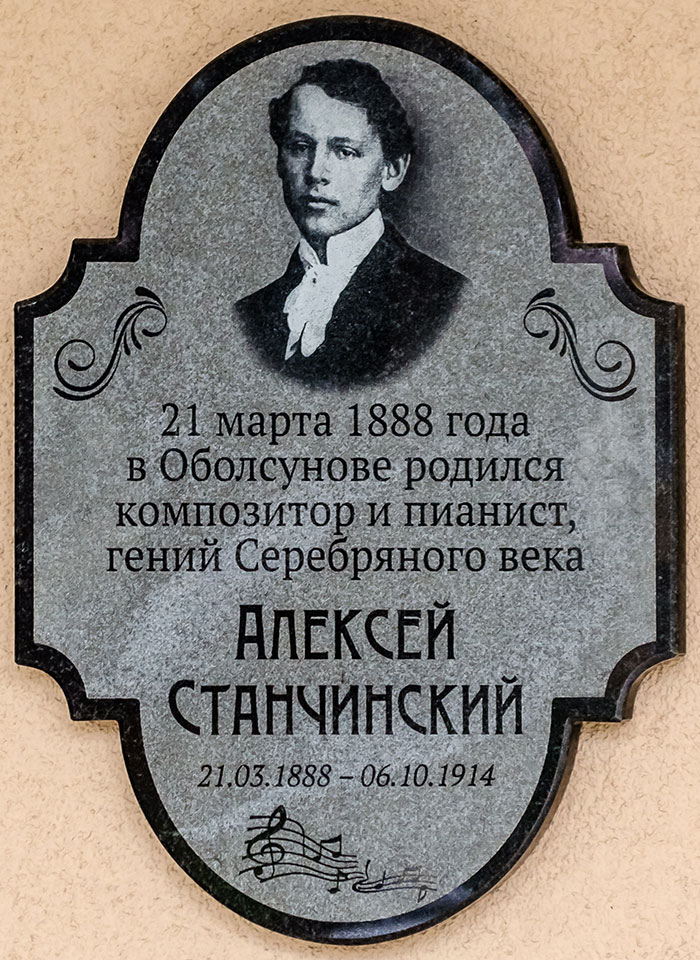
Мемориальная доска Алексею Станчинскому в Оболсунове